# 도난방지기
도난방지기(盜難防止器)은 도둑이 주택이나 사무실에 침입하여 도난당하는 것을 방지하는 장치이다.

## 도난방지기의 종류

### 단용도용 도난방지기

#### 실내용 도난방지기

##### 출입문 감시용 도난방지기
- 레버식 도난방지기 : 출입문옆에 세숫비누 크기만하게 설치되어 레버를 뒤로 밀어 젖히면 경보음이 울리는 도난방지기.
- 고리식 도난방지기 : 출입문옆에 세숫비누 크기만하게 설치되어 레버가 젖혀지는 대신 고리가 빠지면 경보음이 울리는 도난방지기.

##### 방안쪽용 도난방지기
- 손잡이 전용 도난방지기 : 세탁비누 정도의 크기에 특수 감응전선(特殊感應電線)을 매달아 놓아 방안쪽 손잡이에, 아파트에서는 집안쪽 손잡이에 걸어만 놓으면 누군가 밖에서 손잡이를 돌리면 경보가 울리는 도난방지기.

#### 실외용 도난방지기
- 담장용 도난방지기 : 울타리 위나 담위에 설치되어 건드리면 경보음이 울리는 도난방지기.쥐나 고양이, 바람에 날리는 나뭇가지 또는 돌멩이의 충격에는 경보가 울리지 않는다.

### 다용도용 도난방지기
- 다목적용 도난방지기 : 안방에 걸어 놓아 실내의 모든 곳을 감지할 수 있는 도난방지기. 화재경보 장치와 연결해 놓으면 화재경보 역할까지도 한다.
- 다회로용 도난방지기 : 소형 패널이 붙어 있어, 사고가 난 방향을 정확히 가리켜 주도록 되어 있는 도난방지기.